# Bukit Lingkar
Bukit Lingkar is een bestuurslaag in het regentschap Indragiri Hulu van de provincie Riau, Indonesië. Bukit Lingkar telt 2571 inwoners (volkstelling 2010).